# ТЭЦ Бляховня
ТЭЦ Бляховня – теплоэлектроцентраль на юге Польши за десяток километров на запад от Ченстохова.
В 1942 году немецкая власть начала строительство химического завода IG Farben Industria, в комплексе с которым возвели теплоэлектроцентраль. В 1945 году оборудование этого объекта было вывезено в СССР. Генерация энергии на площадке возобновилась только в 1957 году, когда был введен в эксплуатацию энергоблок с двумя паровыми котлами ОР-120 разработки австрийской компании Pauker и конденсационной турбиной Siemens мощностью 55 МВт. До 1959 года были построены еще три таких же блока, а в 1960 году стали действовать два блока, каждый из которых имел один котел Benson и турбину той же Siemens мощностью 70 МВт.
Для обеспечения растущих потребностей Zakłady Chemiczne Blachownia в тепловой энергии в 1968 году были запущены два паровых котла ОР-215 производства компании Rafako (Рацибуж) и две теплофикационные турбины мощностью 28,5 МВт и 32,5 МВт, поставленные эльблонгской Zamech.
На начало 1980-х годов электрическая и тепловая мощность станции составляли 421 МВт и 294 МВт соответственно. Однако вскоре этот показатель начал снижаться из-за вывода из эксплуатации устаревшего оборудования. В 2010-х годах на ТЭЦ продолжали работать 5 котлов Pauker ОР-120, которые питали модернизированные до теплофикационного варианта турбины №1 и №2, а также конденсационную турбину №4.
Первоначально станция использовала уголь, но в 1994–1996 годах была модернизирована для использования коксового газа, для подачи которого из коксохимического завода Здзешовице был построен трубопровод длиной 17 км. При работе только на нем ТЭЦ может достигать электрической мощности в 83 МВт.
Выдача продукции происходит по ЛЭП, рассчитанной на работу под напряжением 110 кВ.